# Wally Herbert
Sir Walter William "Wally" Herbert, född 24 oktober 1934 i York, död 12 juni 2007 i Inverness, var en brittisk upptäcktsresande, författare och målare. 1969 blev han den förste man som odiskutabelt gick till Nordpolen, sextio år efter Robert Pearys mycket omtvistade expedition. 
Walter Herbert gjorde åtskilliga expeditioner till polartrakterna, och gav även ut böcker om sina resor, ofta med egna illustrationer. 
När National Geographic Society gav honom i uppdrag att gå igenom och bedöma Pearys anteckningar, drog han slutsatsen att Peary hade förfalskat dem. 
Walter Herbert mottog åtskilliga medaljer för sitt livsverk, och adlades år 2000.